# 馬関田右衛門佐
馬関田 右衛門佐（まんがた うえもんのすけ）は、戦国時代から安土桃山時代にかけての武士。実名は不明。日向国馬関田城主。

## 略歴
馬関田氏は北原氏庶流。北原氏6代当主・久兼の弟・馬関田又九郎が興した分家の子孫で、真幸院西北端の馬関田地頭であった。
永禄元年（1558年）、北原氏13代当主・兼守が急死し、更に兼守の叔父・北原兼孝の嫡子に娶らせるはずであった兼守の娘も急死すると、家督問題が発生する。兼守の正室である麻生が伊東義祐の娘であったことから、日向伊東氏が介入、右衛門佐に麻生を再嫁させ北原家を継がせんと謀った。
永禄2年（1559年）、義祐はこれに異を唱える者らを粛清、右衛門佐と麻生の婚姻を断行し北原家を事実上乗っ取ると、右衛門佐を北原本拠である三ツ山城へと置いた。ところが、反対派の一人白坂下総介が北原再興を画策し、島津貴久・北郷時久・相良義陽がこれに協力したことにより、北原旧領は奪い返され、右衛門佐も三ツ山城から退去する。しかし、再興された北原家は出奔する者が相次ぎ、三ツ山城は再び伊東氏に帰する。ただし『日向記』は、それ以後の三ツ山城主を北原旧臣である平良彦十郎（平良兼賢）としていることから、右衛門佐は三ツ山城へは戻っていないものと見られる。
その後、伊東氏は元亀3年（1572年）の木崎原の戦いを契機に衰退、天正5年（1577年）12月、義祐は豊後国の大友氏の元へ日向国から一時的に退去する。右衛門佐はこれに同行しているが、以後の消息は不明である。